# Urban Justice
Pour plus de détails, voir Fiche technique et Distribution.
Urban Justice est un film d'action américain réalisé par Don E. FauntLeRoy, sorti en 2007.

## Synopsis
Simon Ballister apprend le décès de son fils qui est policier, tué par des malfaiteurs. Il décide de le venger en tuant l'assassin et, par là même, ceux qui lui barrent le chemin.

## Fiche technique
- Titre original : Urban Justice
- Réalisateur : Don E. FauntLeRoy
- Scénariste : Gil Fuentes
- Producteurs : Steven Seagal, Joe Halpin, Illiam Steakley
- Distributeur : Screen Gems, Steamroller Pictures
- Durée : 96 min
- Pays de production :  États-Unis
- Genre : Action
- Budget : 1200 0000 $
- Date de sortie : 2007

## Distribution
- Steven Seagal (VF : Jean-François Aupied) : Simon Ballister
- Danny Trejo (VF : Alain Dorval) :  El Chivo
- Eddie Griffin (VF : Thierry Desroses) : Armand Tucker
- Thomas Wilson Brown : Marcos
- Kirk B.R. Woller : Frank Shaw
- Liezl Carstens : Linda
- Cory Hart : Max Ballister
- Carmen Serano : Alice Park
- Jade Yorker (VF : Emmanuel Karsen) : Gary Morrison
- Trantario Jones : Isaiah Morrison
- Josh Berry : détective Brown
- Barry Tolli : détective Van Pelt
- Jermaine Washington : Rasheed
- Jesus Jr. : Jesus
- Bas van der Zijden : officier de police Randell